# Pascale Lora Schyns
 (avril 2018).
Pascale Lora Schyns est une écrivaine et comédienne belge. Germaniste de formation, elle se dirige ensuite vers des études théâtrales (mise en scène) qui l'amènent à vivre aux États-Unis et en Amérique latine. Après une dizaine d'années passées en Espagne, elle est retournée s'installer sur le continent américain où elle se partage entre l'écriture, le théâtre et la danse.  Elle est membre de l'Association des écrivains belges de langue française et de l'Association Royale des Écrivains de Wallonie. 

## Collaboration régulière aux revues littéraires
- Les Élytres du Hanneton (Belgique)
- Inédit Nouveau (Belgique)
- L'Arche d'Ouvèze (France)
- An + (France)
- Matières à poésie (Belgique)
- Contratiempo (Chicago, USA)
- L'Art Le Sabord (Trois Rivières, Québec)

## Recueils collectifs
- Anthologie du Grenier Jane Tony, éditions les Elytres du Hanneton,Bruxelles, Belgique, 2007
- Casco historico, certamen internacional toledano, éditions Celya, Tolède, Espagne, 2013
- Libertad tras las rejas, éditions El Taller del Poeta, Pontevedra, Espagne, 2013
- Mujer, Mundo y Muerte, Antologia de poesia contemporanea escrita por mujeres, éditions del Genal, Espagne, 2017
- Antologia de poesia femenina contemporanea, Fondo Kati, Espagne, 2020

## Prix littéraire
- Lauréate du concours « Un auteur Une voix » (organisé par la RTBF - 1994)